# عكبر الجذور
عكبر الجذور (الاسم العلمي:Microtus oeconomus) (بالإنجليزية: Root Vole)‏ هو نوع من الثدييات يتبع جنس العكبر من الفصيلة القدادية.